# Белорусское культурное объединение
Белору́сское культу́рное объедине́ние (бел. Беларускае культурнае згуртаванне, БКЗ) — культурно-просветительская организация, действовавшая в генеральном округе Белоруссия в годы Второй мировой войны.

## Предыстория
1942 год стал годом формирования белорусского национального движения в условиях немецкой оккупации. Генеральный комиссар Белоруссии Вильгельм Кубе продолжал идти на уступки белорусам. Работали школы, гимназии, семинарии, выходила пресса. Было дано разрешение на создание профсоюзов, женского союза и института мировых судей. 27 июля 1942 года бело-красно-белый флаг и герб «Погоня» были официально утверждены в качестве национальных символов. При этом возрождение Белоруссии происходило на фоне ужасающих фашистских карательных операций, которых мир ещё не знал, бесчеловечного обращения с евреями и их уничтожения, на фоне убийств белорусских и польских патриотов, уничтожения белорусских священников (В. Гадлевский, Г. Глебович, С. Гляковский, Д. Мальц, А. Неманцевич).
В сфере культуры особую роль играл Минский городской театр, который располагался в здании нынешнего Театра имени Янки Купалы. Здание Оперного театра было занят для нужд немецкой армии, поэтому городской театр сосуществовал с тремя творческими коллективами: драматическим, оперным и балетным. Возглавлял театр Пётр Булгак, репрессированный советской властью после освобождения Белоруссии от немецко-фашистских захватчиков.

## Создание и деятельность БКЗ
БКЗ была создана в январе 1944 года в Минске руководством Белорусской центральной рады с разрешения немецких оккупационных властей. Официальное объявление было сделано 6 февраля.
Председателем БКЗ был избран Евгений Калубович.
В БКЗ было четыре отдела: музыкальный — руководитель Николай Щеглов-Куликович, пропаганды и белорусской культуры — руководитель Владимир Дудицкий, литературы — руководитель Наталья Арсеньева, музеев и краеведения — руководитель Антон Шукелойть.
Целью БКЗ было способствовать «интенсивному развитию и распространению национальной белорусской культуры среди населения Белоруссии и её приближению к европейскому мировоззрению».
БКЗ должна была объединить белорусских поэтов, писателей, художников, скульпторов и актёров; также предполагалось, что ассоциация будет управлять всеми культурными учреждениями и, в частности, народными домами культуры, созданными в городах и деревнях Белоруссии.
БКЗ действительно занималась упорядочиванием культурной жизни Белоруссии и творчеством, и к весне 1944 года культурная жизнь значительно активизировалась. Открывались театры и кинотеатры, были организованы дома культуры в городах и поселках. Прошла выставка народного творчества в Минске. Развивалась белорусская литература того времени, возрождалось литературное общество «Узвышша». Активно печатались учебники, издавались книги для молодежи, сборники стихов. Белорусские композиторы (Николай Равенский, Алесь Карпович, Николай Щеглов, Алексей Туренков) создали новые музыкальные произведения. Программы с белорусской музыкой транслировались на Минском радио, которое работало ежедневно. В апреле 1944 года возобновил работу Минский городской театр, который был закрыт после насильственных действий минского антифашистского подполья. Месяцем ранее торжественно отметили 25-летие Вильнюсской белорусской гимназии.
Деятельность организации прекратилась в конце войны.